# Roberto Firmino
Roberto Firmino Barbosa de Oliveira  (født 2. oktober 1991) er en brasiliansk fodboldspiller, der spiller som angriber offensiv midtbanespiller hos Saudi Professional League-klubben Al-Ahli og det brasilianske landshold.
Efter at have startet sin karriere med Figueirense i 2009, tilbragte han fire og et halvt år hos Hoffenheim. Hans 16 mål i 33 kampe i Bundesliga-sæsonen 2013-14 gav ham prisen som ligaens gennembrudsspiller. I juli 2015 skiftede han til Liverpool, hvor han blev rost for sin kreativitet, målscoring og arbejdsindsats, og manager Jürgen Klopp har kaldt Firmino "motoren", der driver klubbens kontra-pressing system. I sæsonen 2018-19 vandt han UEFA Champions League, og den følgende sæson vandt han UEFA Super Cup og FIFA Club World Cup efter at have scoret vinder-målet i finalen, og Liverpool vandt også Premier League-titlen i 2019-20, klubbens første ligatitel i 30 år.
Firmino debuterede for Brasiliens landshold i november 2014. Han repræsenterede nationen ved Copa América i 2015, 2019 og 2021 samt ved FIFA World Cup i 2018, men han blev kontroversielt udeladt fra Brasiliens trup til FIFA World Cup i 2022.

## Klubkarriere

### Hoffenheim
Firmino skrev i december 2010 under på en kontrakt TSG 1899 Hoffenheim med Figueirense, og skiftede til Hoffenheim i januar 2011. Han fik debut for klubben en måned senere i Bundesligaen i et nederlag mod Mainz 05, hvor han blev skiftet ind efter 75 minutter. Han scorede sit første mål for klubben d. 16. april.
I Bundesliga-sæsonen 2012-13 scorede Firmino 7 mål i 36 kampe. I den efterfølgende Bundesliga-sæson 13/14 scorede Firmino 16 mål, hvilket gjorde ham til den 4. mest scorende i ligaen.

### Liverpool
Firmino skrev under med Liverpool F.C. d. 23. juni 2015, der købte ham i Hoffenheim for £29 mio.
Firmino fik sin officielle debut for klubben som indskifter i en 1-0 sejr over Stoke d. 9. august 2015. Hans første mål for klubben var i en 4-1 sejr ude mod Manchester City.
Firminos første sæson i Liverpool blev dog aldrig det helt store. I sæsonen 2016-17 udviklede Firmino sig dog for alvor, hvor han under den nye manager Jürgen Klopp scorede 11 mål og assisterede 10, og dermed blev Liverpools ligatopscorer.
Forud for sæsonen 2017-18 skiftede Firmino sit trøjenummer 11 ud med nr. 9, da Mohamed Salah ønskede at få nr. 11 på trøjen. Firmino scorede og assisterede i åbningskampen mod Watford, der endte 3-3. D. 17. oktober 2017 scorede Firmino to mål i Champions League-kampen mod NK Maribor, der endte hele 7-0, og dermed en tangering af den største udesejr i turneringens historie. I gruppespillet scorede Firmino hele 6 mål og assisterede 3 mål.

## Internationalt
Firmino fik sin landsholdsdebut for Brasiliens A-landshold d. 12 november som indskifter i en 4-0 sejr over Tyrkiet. Hans første mål kom seks dage senere i en 2-1 sejr ude mod Østrig.
I maj 2015 var Firmino en del af Brasiliens 23-mands trup til Copa América, og d. 21. juni scorede Firmino i en 2-1 sejr mod Venezuela, som sikrede Brasilien førstepladsen i deres gruppe.

## Privat liv
Firmino blev gift med Larissa Pereira i sin hjemby i juni 2017, og de har tre døtre. I november 2022 meddelte parret, at de ventede deres fjerde barn. Liverpool-fans og -spillere har givet Firmino kælenavnet "Bobby", som er en forkortelse af hans fornavn "Roberto".
I december 2016 blev Firmino anholdt for spritkørsel. Han blev idømt en bøde på £20.000 og havde sit kørekort inddraget i et år, da han blev dømt i Liverpool Magistrates' Court i februar 2017.
Udover sit modersmål portugisisk taler Firmino også engelsk og tysk. Han er kristen og blev døbt i 2020 i Liverpool-holdkammeraten Alisson Beckers swimmingpool.